# کوچوک مانگیت (جیحان)
کوچوک مانگیت (به ترکی استانبولی: Küçükmangıt) (به کردی: Kûçûk Manxid) یک منطقهٔ مسکونی در ترکیه است که در جیحان واقع شده‌است.